# Rana forreri
Rana forreri é uma espécie de anfíbio da família Ranidae.
Pode ser encontrada nos seguintes países: Costa Rica, El Salvador, Guatemala, Honduras, México e Nicarágua.
Os seus habitats naturais são: florestas secas tropicais ou subtropicais, florestas subtropicais ou tropicais húmidas de baixa altitude, regiões subtropicais ou tropicais húmidas de alta altitude, matagal árido tropical ou subtropical, rios, marismas de água doce, marismas intermitentes de água doce, áreas urbanas, florestas secundárias altamente degradadas, áreas de armazenamento de água, lagoas para aquacultura, áreas agrícolas temporariamente alagadas, canais e valas.